# Fayetteville, Georgia
Fayetteville är en stad (city) i Fayette County, i delstaten Georgia, USA. Enligt United States Census Bureau har staden en folkmängd på 16 124 invånare (2011) och en landarea på 28,2 km². Fayetteville är huvudort i Fayette County.